# Торонто хаскиси
Торонто хаскиси су били професионални кошаркашки клуб заснован у Торонто, Онтарију. Тим је имао 22 победе и 38 пораза на крају своје прве и једине сезоне коју је одиграо унутар Кошаркашке асоцијације Америке (енгл. Basketball Association of America), која је претеча Националне кошаркашке асоцијације (НБА).

## Историја франшизе
1946. године, група власника појединих већих дворана у Америци одржава састанак у Њујорку на којем одлучују да створе Кошаркашку асоцијацију Америке (БАА). Национална хокејашка лига је своје мечеве у хокеју на леду одржавала унутуар ових дворана, али су власници своје просторе желели да искористе што више, тако да стварањем кошаркашке лиге желе да попуне празне термине. Једина канадска делегација која је позвана је из Мепјлп лифс гардена: Франк Селк, који је био главна особа унутар Гарденса док је Кон Смајт био у иностранству, је контактирао Бена Њумана (који је био тренер два тима Канадског националног шампионата, док је претходно организовано игру у Гарденсу). Франшиза је отприлике коштала 150.000 долара, што је већим делом финансирано од стране Беј Стрита у Торонту. Велики партнери у власништву су били Ерик Крадок (сувласник Монтреал алуетс, канадског фудбалског тима), Херолд Шанон и Њуман.
"Искрено сам мислио да смо имали шансу са овим тимом", Њуман је једном изјавио, "али смо добили најгоре могуће термине на домаћем терену". Тешка времена за клуб почињу скоро одмах, када се Њуманов отац разболео убрзо након прве утакмице, након чега њуман напушта хаскисе како би преузео породично предузеће у Сент Кетринс, Онтарију. Слаба комуникација са локалним медијима, као и мањак локалног талента на терену, су довеле до врло малих бројева посетилаца на утакмицама, чак и након што покушавају да их привуку тако што су делили хула-хопке свим женама у публици.
Торонто хаскиси су учествовали у првој утакмици БАА историје (која се, касније, узима као историја НБА, што значи да је ово такође био први НБА меч). Играли су против Њујорк никербокерса и изгубили су резултатом 68–66 у Мејпл лифс гардену пред публиком од 7,090 људи. Ози Шектман ја за Њујорк постигао први кош.
Исте ноћи, свако ко је био виши од Џорџа Ностранда (играча хаскија високог 203 центиментра) није морао да плаћа улазницу. Ипак, посећеност је убрзо опала, након чега Торонто стар објављује своју процену да су власници хаскиса изгубили 100.000 долара у току једне сезоне.
Будући ол-стар Ед Садовски започиње сезону у хаскисима као играч-тренер, и на почетку бива најбољи играч у тиму. Ипак, три недеље након почетка сезоне (као и целокупно лоше игре тима), Стар доноси вест да су се играчи поделили на две или три мање групе, као и да су ретко међусобно комуницирали. Посао који је Садовски радио очигледно није био довољно добар, док он само месец дана након прве игре напушта тим. Након четири игре без званичног тренера, Хејман доводи бившег играча МЛБ, Реда Ролфа, који је такође био тренер кошаркашког тима Јејл универзитета.
Хејман је покушао послати Садовског у Кливленд ребелсе, док за узврат жели Леа Могуса, једног од тадашњих најбољих играча унутар лиге. Хејман је претходно, разменивши Ностранда, довео Клига Хермсена из ребелса, играча високог 205 центиметара. У фебруару 1947. године, хаскиси доводе највишег играча у лиги; Ралфа Сјуерта високог 215 центиметара. Упркос својој висини, Сјуерт у просеку доноси само 1.1 поена по утакмици, док такође погоди најмањи проценат својих шутева.
Водећи играч по броју поена је био Мајк Мекерон, са 649 поена у 60 мечева. Он и Фицџералд су били једини играчи који су се појавили у свакој утакмици. Садовски је имао највише поена по мечу, 19.1, у току својих 10 игара са хаскијсима. Хенк Биасати и Џино Совран су били једини Канађани у тиму, док се обојица појављују у по само 6 утакмица.
Ниједан од тренера хаскиса касније неће тренирати други кошаркашки клуб унутар БАА/НБА. Од укупно 20 играча који су чинили тим хаскиса, само петорица ће касније бити у десет или више утакмица унутар БАА/НБА након 1946–47 сезоне: Садовски, Могус, Хермсен, Ностранд и Дик Шулц. Хермсен је последњи активни НБА члан из хаскиса, док се пензионисао 1953. године као члан Индијанаполис олимпијанса.

### "Вратите хаскисе!"
Након повратка НБА лиге у Торонто 1995. године (читавих 48 година након нестанка хаскиса), најпре је узето у обзир давање новом тиму исто име као и оригиналном. Ипак, менаџмент тима је убрзо елиминисао ту могућност након што су схватили да би било врло тешко дизајнирати лого за франшизу који неће бити врло сличан, ако не и идентичан логоу тимбервулвса из Минесоте, након чега Торонто узима име "репторси". Убрзо након тога, група фанова прави "вратите хаскисе" кампању у којој захтевају од Торонта да преименује клуб у оригинално име, хаскисе.
Репторси су 8. децембра 2009. године увели нове дресове који су одавали почаст хаскисима. Дресови су били идентични, осим другог имена и нешто дужих шорцева. Ови дресови су ношени током шест утакмица у 2009–10 сезони и од тада су их користили као "ретро" дресове. 23. августа 2016. године, репторси своје алтернативне дресове мењају у постојеће ретро дресове инспирисане хаскисима. Такође, праве и алтернативни под за Ер Канада центар са хаскис псом на средини; овај терен они користе током својих ретро ноћи.

## Резултати у сезони
Хаскиси су одиграли само једну сезону и никада се нису појавили у плеј-офовима.
Напомена: П = победе, Г = губици
| Сезона  | П  | Г  | Резултат                         | Плеј-офови            |
| ------- | -- | -- | -------------------------------- | --------------------- |
| 1946–47 | 22 | 38 | Шеста позиција, задњи у дивизији | Нису се квалификовали |

## Драфт
| Година | Лига | Играч        | Универзитет/колеџ   |
| ------ | ---- | ------------ | ------------------- |
| 1947   | БАА  | Глен Селбо   | Висконсин           |
| 1947   | БАА  | Френк Бројлс | Технолошки, Џорџија |
| 1947   | БАА  | Пол Хофман   | Пурду               |
| 1947   | БАА  | Вимпи Квин   | Орегон              |
| 1947   | БАА  | Ред Роша     | Орегон Стејт        |

## Знамените личности

### Играчи
- Мајк Мекерон
- Лео Могус
- Ред Волас
- Дик Фицџералд
- Клехи Хемсен
- Дик Шулц
- Боб Муленс
- Ед Садовски
- Хари Милер

### Тренери
- Ед Садовски
- Дик Фицџералд
- Роберт Ролф